# Polskie Towarzystwo Politechniczne we Lwowie
Polskie Towarzystwo Politechniczne we Lwowie – organizacja zawodowa działająca w latach 1876-1939 we Lwowie, skupiająca do 1919 inżynierów działających w Galicji Wschodniej.

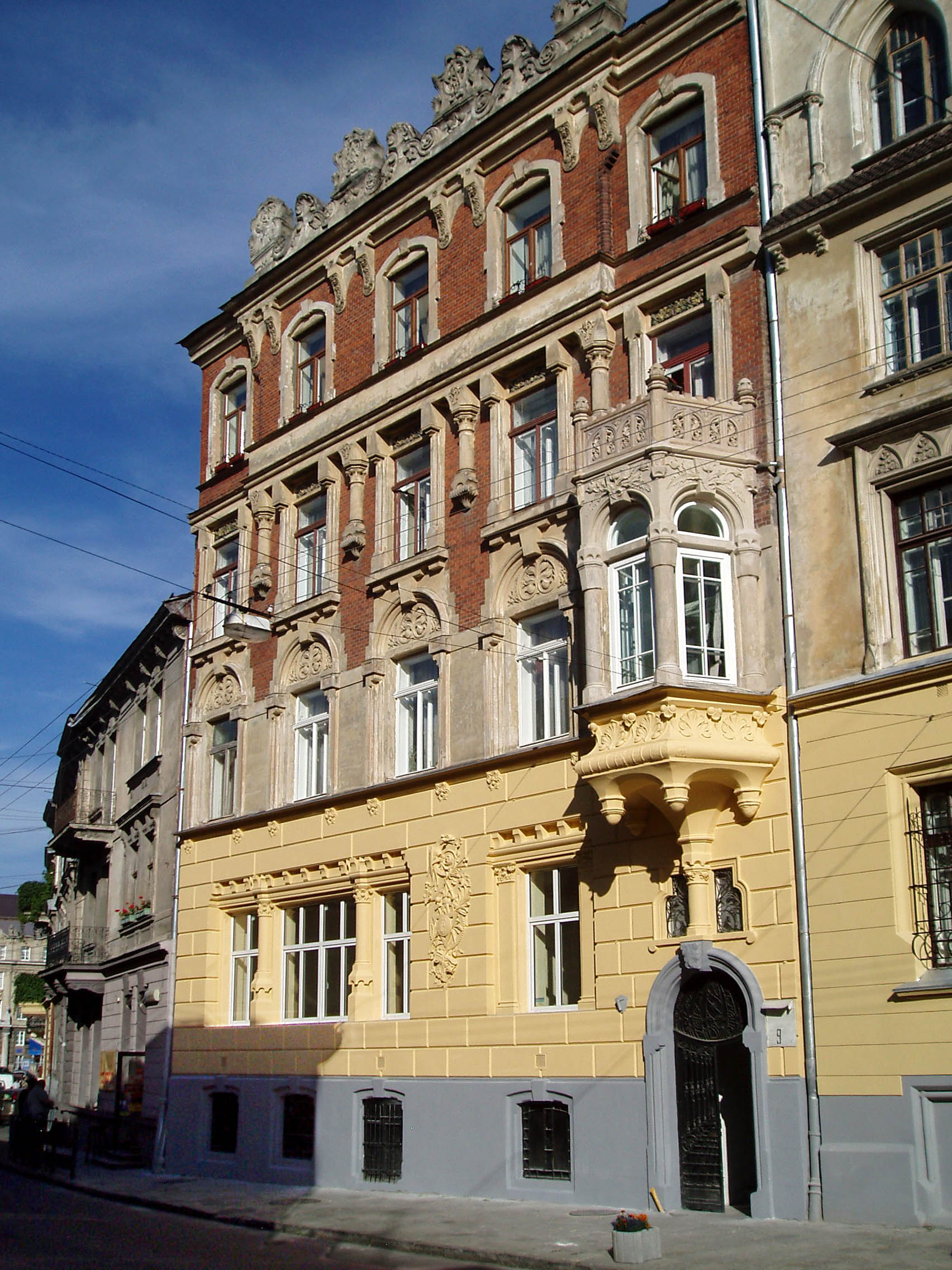
Siedziba Polskiego Towarzystwa Politechnicznego (stan obecny)

## Działalność
Towarzystwo Politechniczne powstało w 1876 z inicjatywy dwudziestu dwóch inżynierów reprezentujących różne dziedziny techniki. Początkowo nosiło nazwę "Stowarzyszenie Ukończonych Techników", w 1878 na wniosek Józefa Jaegermanna otrzymało nazwę "Towarzystwo Politechniczne we Lwowie". Intencją założycieli było zrzeszenie inżynierów, dążenie do pogłębiania ich wiedzy, zapoznawanie z postępem technicznym oraz inicjowanie nawiązywania przez nich kontaktów. Od 1877 Towarzystwo wydawało własny magazyn, początkowo pod nazwą "Dźwignia", a następnie jako „Czasopismo Techniczne”. Organizacja utrzymywała się ze składek członkowskich i darowizn, od 1906 posiadała na własność niewielką kamienicę przy ulicy Józefa Bartłomieja Zimorowicza 9 (obecnie Dudajewa). W 1913 z Towarzystwa odeszli członkowie narodowości ukraińskiej i utworzyli własne "Ruskie Towarzystwo Techniczne", do dotychczasowej nazwy dodano przedrostek "Polskie", a 12 marca 1913 zmieniono zapis w statusie, przyjmując język polski za obowiązujący w organizacji. W tym czasie Towarzystwo liczyło 1019 członków, z czego 475 było mieszkańcami Lwowa, a 12 było z Imperium Rosyjskiego. Członkowie dzielili się na zwykłych, korespondencyjnych i honorowych. Filie Towarzystwa działały w Borysławiu, Drohobyczu, Kołomyi, Nowym Sączu, Przemyślu, Samborze, Stanisławowie, Stryju i Tarnowie. Do 1917 Towarzystwo zorganizowało siedem zjazdów techników, z czego trzy odbyły się we Lwowie. Podczas zjazdu w 1925 postanowiono, że w przypadku rozwiązania Towarzystwa jej aktywa zostaną przeniesione na rzecz Politechniki Lwowskiej z przeznaczeniem na stworzenie funduszu stypendialnego, dla studentów kontynuujących naukę zagranicą. Organizacja posiadała własną bibliotekę, która dużą część zbiorów otrzymywała jako darowizny, w 1934 liczyła 2578 pozycji i roczniki 52 czasopism. Polskie Towarzystwo Politechniczne we Lwowie było jednym z poprzedników powojennej Naczelnej Organizacji Technicznej. Polskie Towarzystwo Politechniczne we Lwowie zakończyło działalność we wrześniu 1939 po zajęciu miasta przez Armię Czerwoną. 

## Członkowie

### Przewodniczący
Przewodniczącymi towarzystwa (prezesami wydziału głównego) byli:

- Roman Gostkowski (1877-1885, 1893-1895);
- Napoleon Kovacs (1885-1888);
- Jan Nepomucen Franke (1888-1890);
- Karol Setti (1890-1891);
- Jan Nepomucen Franke (1891-1893);
- Ludwik Goltental (1895-1898);
- Stanisław Szczepanowski (1898-1899);
- Tadeusz Fiedler (1899-1900);
- Edward Heppe (1900-1901);
- Jan Nepomucen Franke (1901-1902);
- Leon Syroczyński (1903-1907);
- Wincenty Rawski (1908-1909);
- Roman Ingarden (1910-1912);
- Edwin Hauswald (1913-1916);
- Stanisław Rybicki (1917-1936)[1][2];
- Otto Nadolski (1936-1939).

### Sekretarze
Towarzystwo posiadało sekretarzy w osobach:

- Adolf Markl (1877-1878);
- Paweł Stwiertnia (1879-1891);
- Albin Zazula (1891-1893);
- Roman Załoziecki (1893-1895);
- Roman Dzieślewski (1895-1897);
- Karol Edward Epler (1897-1899);
- Andrzej Kornella (1899-1900);
- Stanisław Świeżawski (1900-1901);
- Stefan Ossowski (1901-1902);
- Karol Łoziński (1902);
- Gabriel Michał Sokolnicki (1903);
- Konstanty Edward Biernacki (1904);
- Dionizy Krzyczkowski (1904-1905);
- Aleksander Kruger (1907);
- Kazimierz Drewnowski (1908-1909);
- Stefan Wiktor (1910);
- Tadeusz Gajczak (1911-1915);
- Jan Krauze (1915-1916);
- Karol Machalski (1917);
- Kazimierz Winiarz (1918-1919);
- Stanisław Kozłowski (1920-1923, 1925-1934);
- Czesław Thullie (1924);
- Zygmunt Marynowski (1935-1936);
- Liberat Krasucki (1937-1938);
- Stanisław Kórnicki (1938-1939).

### Członkowie honorowi
- Jan Nepomucen Franke
- Leon Syroczyński
- Wincenty Rawski
- Roman Ingarden
- Stanisław Rybicki
- Tadeusz Fiedler
- Antoni Małecki
- Juliusz Ross
- Kajetan Janowski
- Karol Edward Epler
- Karol Monné
- Karol Skibiński
- Ludwik Goltental
- Ludwik Radwański
- Placyd Dziwiński
- Roman Dzieślewski
- Roman Gostkowski (pierwszy w historii TP[3])
- Roman Januszkiewicz[4]
- Ignacy Mościcki;
- Maksymilian Tytus Huber;
- Otto Nadolski;
- Stanisław Kozłowski;
- Dionizy Krzyczkowski;
- Maksymilian Matakiewicz;
- Stanisław Świeżawski;
- Maksymilian Thullie.